# خوان چیفره
خوان چیفره (انگلیسی: Juan Cifré؛ زادهٔ ۲۶ مهٔ ۱۹۹۳) بازیکن فوتبال اهل اسپانیا است.
از باشگاه‌هایی که در آن بازی کرده‌است می‌توان به باشگاه ورزشی رئال مایورکا اشاره کرد.